# Kőrösi Zoltán
Kőrösi Zoltán (Budapest, 1962. március 14. – 2016. február 5.) József Attila-díjas magyar író, film-forgatókönyvíró, dramaturg.
 A számítógépem fölött rajzszögek rögzítik a jegyzetlapokat. Sok Kőrösi Zoltán van, olykor szembe jönnek velem az utcán, köszönnek is. Ott megy kézen fogva a feleségem és a fiam. Húsz évig legalább annyi időt töltöttem a futballal, mint az irodalommal. Reggelente a redőny lyukacskáin besüt a nap, sárga fény csorog végig a falakon, az asztalomon, sárga fény csorog rajtam is, futnak szanaszéjjel a fekete betűk. 1962-ben születtem, Budapesten.
Ez az ember szeret: futballozni, szeret olvasni, szeret napozni, szereti a vörösbort, a vörös és fehér húsokat, olajbogyót enni, ez az ember szeret írni, szeret gyerek, szeret család, szeret haza, szeret utazás, szeret film, szeret víz, szeret tűz, szeret szeretet, szeret Budapest, lakik Ferencváros, ez az ember Kőrösi Zoltán, ez az ember író, sok Kőrösi Zoltán van, ez az ember az. 

## Életpályája
Kisdiákként több városban tanult, Marcaliban, Székesfehérvárott, Debrecenben és Budapesten. Középfokú tanulmányait a székesfehérvári Teleki Blanka Gimnázium angol tagozatán végezte, itt is érettségizett, majd a budapesti ELTE Bölcsészettudományi Karán magyar-történelem szakon diplomázott 1987-ben. Egyetemi évei után 1989-ben Portugáliába utazott, ahol egy évet Lisszabonban töltött el.
1990-2007 között a Magyar Rádióban dolgozott, először 1995-től, mint a Magyar Rádió Irodalmi szerkesztőségének vezetője, majd 2002 júliusától 2007 áprilisáig, a Magyar Rádió Művészeti Főszerkesztősége megszüntetéséig, annak főszerkesztőjeként. A rádióban eltöltött ideje alatt dolgozott dramaturgként is. Dolgozott a „Kritika” című lapnál, lapszerkesztőként a JAK-füzetek szerkesztése volt a feladata. Részt vett a Linda c. tévéfilmsorozat második szériájának megírásában.
Első novellája a Hazafelé, 1992-ben jelent meg, amivel elnyerte a Magyar Napló című irodalmi hetilap Örkény István-novellapályázatát. Még ugyanebben az évben megjelent első kötete „Felrombolás” címmel, ezt azóta évente új művek követik. 1996-ban megnyerte az ÉS – Westel közös novellapályázatát. Novellái idegen nyelveken is megjelentek, olasz, héber, orosz, angol, német, francia és koreai fordításokban. 2007-ben különleges könyvet jelentetett meg Délutáni alvás (a történet árnyéka) címmel. A könyv egyedi megjelenésének, és Burger Barna mesteri fényképeinek köszönhetően elnyerte a Szép könyv 2007 díjat.
2008 februárjától az egri Gárdonyi Géza Színházban dolgozik dramaturgként, 2008. szeptember 15-étől pedig a Litera internetes kulturális folyóirat főszerkesztője, a Színház- és Filmművészeti Egyetem óraadó tanára. 2009 decemberében megválasztották a Magyar Mozgókép Közalapítvány elnökének, amely tisztséget 2010-től 2012 decemberéig töltötte be.
A Magyar Íróválogatott tagjaként a sport és a kultúra együttes szeretetére ösztönzi olvasóit, ennek jegyében fogant blogírásai egy része is, mint például a „Piros-fehér kockás a szív”. Budapesten élt, nős, egy gyermeke van: Péter.

## Könyvek
- Octave Mirbeauː Kínok kertje; átdolg. Kőrösi Zoltán; Pán, Bp., 1990
- Felrombolás – magánirodalmi beszélgetések, Pesti Szalon, Budapest, 1994. JAK füzetek sorozat, ISBN 9638340398
- A testtől való szabadulás útja, Pesti Szalon, Budapest, 1994. Novellagyűjtemény
- A tárt szárnyú lepke, Jelenkor Kiadó, Pécs, 1996
- Romkert, Jelenkor kiadó, Pécs, 1997. ISBN 9636760721[3]
- Történetek a csodálatos csecsemők életéből. Útiregény; fotó Czabán György; Kijárat, Bp., 1998
- Hentesek kézikönyve Novellák (1990-1998), Új Palatinus Könyvesház, Budapest, 1999. ISBN 9639127671[4]
- Orrocskák – (nagy-budapesti-szerelmes-regény), Új Palatinus Könyvesház, Budapest, 2000. ISBN 9639259357[5]
- Télidő. Párhuzamos történetek, Új Palatinus Könyvesház, Budapest, 2002. ISBN 9639380679
- Történetek a csodálatos csecsemők életéből, Új Palatinus Könyvesház, Budapest, 2002. ISBN 9639380555
- Budapest, nőváros, Kalligram Könyv- és Lapkiadó, Budapest, 2004. ISBN 8071496332
- Illúzió; képek Csurka Eszter, szöveg drMáriás, Kukorelly Endre, Kőrösi Zoltán; K. Petrys Ház, Bp., 2009
- Milyen egy női mell? – Hazánk szíve, Kalligram Könyv- és Lapkiadó, Budapest, 2006. ISBN 8071498203,[6]
- Délutáni alvás – A történet árnyéka, Kalligram Kiadó, Budapest, 2007), Burger Barna fotóival,[7]
- Szerelmes évek – Gyávaság, Kalligram Könyv- és Lapkiadó, Budapest, 2009, ISBN 9788081011504,
- A hűséges férfi – Boldogságnovellák, Kalligram Kiadó, 2011. ISBN 9788081014079,[8]
- Az utolsó meccs – Történetek a titkos magyar focikönyvből, Kalligram Kiadó, Budapest, 2012. ISBN 9788081016059
- Magyarka – Család, regény, Kalligram Kiadó, Budapest, 2013. ISBN 9788081016943
- Szívlekvár; Libri, Bp., 2014
- Az ítéletidő; Jelenkor, Bp., 2016
- Ami a szívedet brummja... Medversek; Manó Könyvek, Bp., 2016

## Előkészületben
- 2016. június – Verseskötet gyermekeknek, (Manó könyvek)

### Idegen nyelven megjelent könyvei
- Meggyvér – Sang de cerise, 2001. fordító: Tatár Rózsa, Gilbert Millet
- Romkert – Tajni nad ruinami, 2003. fordító: Jurij Guszev

### Hangoskönyvek
- Milyen egy női mell? – Hazánk szíve, Mojzer Kiadó, Kossuth Könyvkiadó, Budapest, ISBN 9630949377, Mp3, Kaszás Gergő és Bozó Andrea előadásában.
- Hentesek kézikönyve, digitálisan letölthető.[9]
- Orrocskák, digitálisan letölthető.[10]
- Romkert, digitálisan letölthető.[11]

## Drámák
- Galambok, (tragikomédia), Bemutató: Egri Gárdonyi Géza Színház, 2003.
- Karel, (cirkuszi játék, ha eljön az este), Budapest, 2004.[12]
- Orrocskák, Stúdió-K színház, Budapest, 2007. október,
- Május 35. Bemutató: Egri Gárdonyi Géza Színház, 2010.

## Filmek
- Kis utazás, 2000. (A 2000. évi Magyar Filmszemle Közönség-díjas alkotása), forgatókönyvíró,
- Budapest, nőváros, tv-film, rendező Vizy Mária, 2008. Készült A Budapest, nőváros című könyv alapján, mely 2004-ben az Édes Anyanyelvünk pályázat 1. díját nyerte el, majd 2005-ben az Év könyve kitüntetést.

## Tagságai
- Szépírók Társasága tagja
- 2001. – 2008, a Magyar Mozgókép Közalapítvány játékfilmes szakkollégiuma tagja,
- 2009. december – a Magyar Mozgókép Közalapítvány Kuratóriumának elnöke,[13]

## Díjak
- Móricz Zsigmond-ösztöndíj, 1990, 1991
- 2000 novellapályázat-díj, 1992
- Örkény István-díj, 1992
- Eötvös-ösztöndíj, 1992
- NKA ösztöndíj, 1992
- Magyar Napló díja, 1993
- Soros-ösztöndíj, 1994
- ÉS novellapályázata – első díj, 1997
- ÉS novellapályázata – első díj, 2000
- Édes anyanyelvünk pályázat első díj, 2004
- Év könyve-díj, 2004
- József Attila-díj, 2006
- Jelenkor nívódíj, 2006
- Alföld-díj, 2008